# Puchar Polski w piłce siatkowej kobiet (1953/1954)
Puchar Polski w piłce siatkowej kobiet 1953/1954 (Puchar GKKF) – 10. sezon rozgrywek o siatkarski Puchar Polski, rozgrywany od 1932 roku.

## Klasyfikacja końcowa
| Miejsce | Drużyna          |
| ------- | ---------------- |
| 1.      | Kolejarz Gdańsk  |
| 2.      | Spójnia Warszawa |
| 3.      | AZS AWF Warszawa |
| 4.      | Gwardia Kraków   |
| 5.      | OWKS Lublin      |
| 6.      | Gwardia Wrocław  |
| 7.      | Unia Łódź        |
| 8.      | AZS Gdańsk       |